# João Alves de Assis Silva
João Alves de Assis Silva, poznatiji kao Jô, (São Paulo, 20. travnja 1987.) brazilski je nogometaš. Trenutačno igra za brazilski klub Amazonas.

## Karijera
Nogometnu karijeru je započeo u Corinthiansu, iz kojeg 2005. prelazi u moskovski CSKA. Jô se odlično snašao u novom klubu te je u prvih 18 nastupa postigao čak 14 pogodaka. S CSKA-om je igrao i u Ligi prvaka. Dana 3. srpnja 2008. prelazi u Manchester City. 
Prvi put je pozvan u brazilsku reprezentaciju u svibnju 2007., a debitirao je u lipnju iste godine u prijateljskoj utakmici protiv reprezentacije Turske. Jô je bio član reprezentacije i na Olimpijskim igrama u Pekingu 2008. Na turniru je postigao dva gola u 3-0 pobjedi protiv Belgije, kojom je Brazil osvojio brončanu medalju. 
Krajem listopada 2016. je se brazilski napadač vratio u Corinthians.

## Vanjske poveznice
- Profil na stranici Soccerbase.com  Arhivirana inačica izvorne stranice od 25. studenoga 2010. (Wayback Machine)